# Kronillblåvinge
Kronillblåvinge (Cupido alcetas) är en fjärilsart som först beskrevs av Johann Centurius Hoffmannsegg 1804. Arten ingår i släktet Cupido och familjen juvelvingar.
Kronillblåvinge förekommer lokalt i södra och centrala Europa, Turkiet, Uralbergen, södra Sibirien och norra Kazakhstan. Den är ej observerad i Sverige.
De lever i gräsmarker med blommor, buskiga och fuktiga områden eller skogsgläntor på mellan 50 och 1 200 meter över havet.